# Anda Upīte
Anda Upīte (* 21. März 2000) ist eine lettische Rennrodlerin, die in der Doppelsitzer-Disziplin antritt.

## Karriere

### Anfänge im Einsitzer
Upīte begann mit dem Rennrodeln in der Einsitzer-Disziplin. Ihr erstes internationales Rennen bestritt sie auf ihrer Heimbahn im lettischen Sigulda zu Beginn des Jahres 2014 im Rahmen des Jugend-A-Weltcups, wo sie auf den neunten Rang fuhr. Für die weiteren Saisonrennen am Königssee und in Oberhof erhielt sie den Kaderplatz neben Kendija Aparjode und damit den Vorzug vor Zelma Bite und Kate Keita Farenhorste. Am Königssee fuhr Upīte auf den 25. Platz, das Rennen in Oberhof beendete sie auf dem 30. Platz. Die Jugend-A-Weltcupwertung der Saison 2013/14 beendete sie mit 66 Punkten auf Rang 26.
Den Doppelweltcup in Whistler sowie die Veranstaltung in Park City zum Beginn der Saison 2014/15 hatte das lettische Team aufgrund der hohen Reisekosten und -belastungen traditionell ausgelassen, sodass Upīte nur bei der zweiten Hälfte der Weltcupstationen für die Jugend A an den Start ging und zeigte dabei aufsteigende Leistungen: In Oberhof startete sie mit dem 22. Platz, in Innsbruck-Igls erzielte den 16. Platz und fuhr beim Weltcupfinale in Winterberg den 12. Platz. In der Weltcupwertung der Jugend A führte dies mit 76 Punkten zum 19. Rang.
Der Start in die jugendolympische Saison 2015/16 erfolgte in Lillehammer, wo Upīte mit Platz 19 ihr schlechtestes Saisonergebnis einfuhr. Bei ihrem Jugend-A-Heimweltcup in Sigulda sowie am Königssee fuhr sie mit je Platz 10 zum ersten Mal in die Top 10 der internationalen Konkurrenz. Nach einem sechsten Platz in Innsbruck-Igls, verpasste sie in Altenberg mit einem vierten Platz hinter den beiden deutschen Starterinnen Anna Berreiter und Josephine Metzner sowie der Österreicherin Hannah Prock das Podium nur um eine Zehntelsekunde. Beim anschließenden Weltcupfinale in Oberhof fuhr sie auf den elften Rang. Die Jugend-A-Weltcupsaison beendete sie mit 216 Punkten auf dem achten Platz in der Gesamtwertung. Damit erhielt sie den Vorzug vor Elīna Ieva Vītola, Sigita Bērziņa, Elīna Žurzdiņa und Laima Ligita Ose bei der lettischen Selektion für die Olympischen Jugend-Winterspiele 2016 in Lillehammer. Das dort ausgetragene Einsitzerrennen beendete sie auf dem neunten Platz, in der Teamstaffel fuhr sie mit Jugend-Olympiasieger Kristers Aparjods sowie dem Doppelsitzer um Aksels Tupe und Kaspars Šļahota auf den fünften Rang.

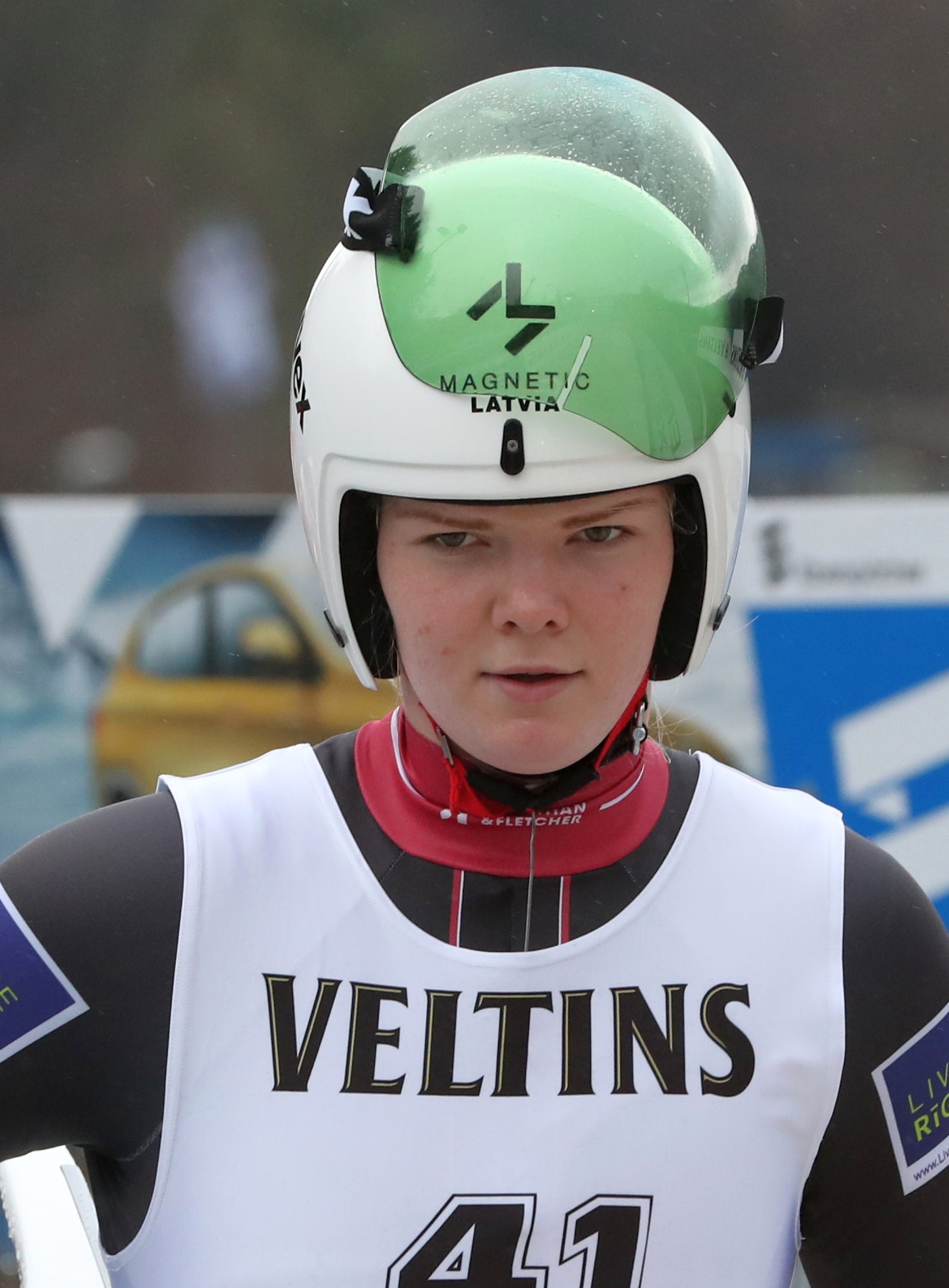
Upīte beim Nationencup in Winterberg (2017)

Zur Saison 2016/17 rückte Upīte in den Junioren-Weltcup, die nächsthöhere Altersklasse, auf. Den Doppelweltcup in Calgary zum Saisonauftakt hatte das lettische Team erneut aufgrund der unverhältnismäßig hohen Reisekosten und -belastungen ausgelassen, sodass Upīte lediglich vier von sechs Saisonrennen bestritt. In Innsbruck-Igls fuhr sie auf den zehnten Rang, während in Oberhof mit Platz 15 das schlechteste Saisonergebnis folgte. Diese Veranstaltung wurde zugleich als Junioren-Europameisterschaften gewertet, welche sie auf Platz 13 beendete. Mit dem sechsten Platz folgte in Altenberg erneut das beste Saisonergebnis für Upīte, während beim Weltcupabschluss in Winterberg der 13. Platz folgte. Mit 142 Punkten beendete sie die Junioren-Weltcupsaison auf Platz 15 der Gesamtwertung und musste sich dabei ihrer Teamkollegin Vītola geschlagen geben. Bei den Junioren-Weltmeisterschaften auf der Heimbahn in Sigulda wurde sie im Einsitzerrenenn Achte. Für das Mannschaftsrennen erhielt Sigita Bērziņa die Nominierung aufgrund der besseren Durchgangszeit im zweiten Lauf.

### Debüt im Nationencup

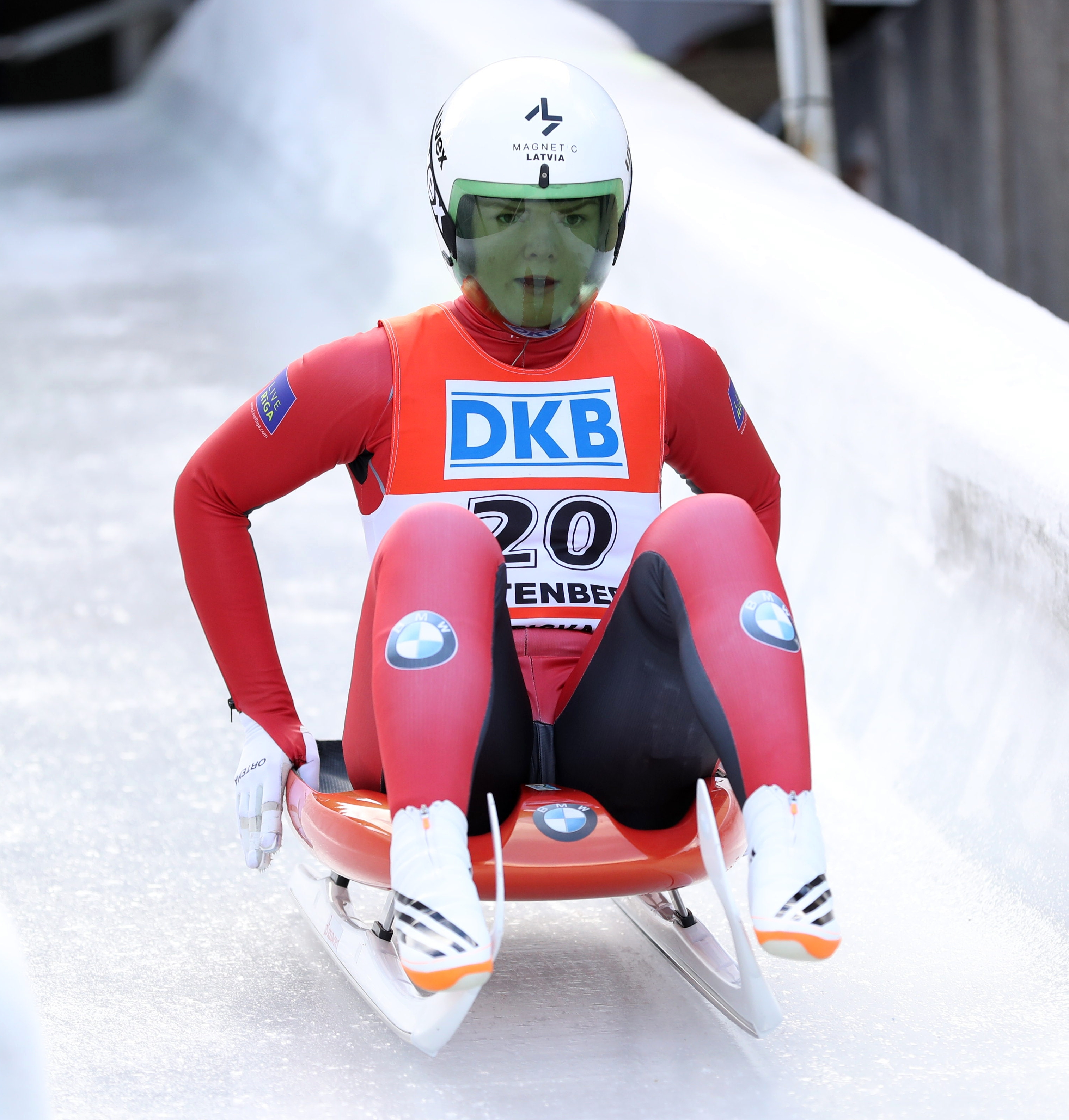
Upīte am Start bei den Junioren-Weltmeisterschaften in Altenberg (2018)

Da der Junioren-Weltcup 2017/18 erst Mitte Dezember 2017 seinen Auftakt feierte, startete Upīte zunächst im Nationencup, dem Qualifikationsrennen für den Elite-Weltcup. Bei den Rennen in Innsbruck-Igls mit Platz 28, Winterberg mit Platz 26 und Altenberg mit Platz 23 war sie jeweils als Zusatzstarterin ohne Chance einer Qualifikation für den Weltcup an den Start gegangen. Anschließend kehrte sie in den Junioren-Weltcup zurück, startete bei der Doppelveranstaltung in Oberhof mit den Plätzen 21 und 32 eher schwach. Am Königssee fuhr sie mit einem 14. Platz ihr bestes Saisonresultat ein, es folgten Platz 19 und 15 in Innsbruck-Igls sowie ein 17. Platz zum Saisonfinale in Winterberg. In der Junioren-Gesamtwertung reichte es mit 129 Punkten zu einem 23. Platz, wobei sie sich ihrer teaminternen Konkurrentin Vītola deutlich geschlagen geben musste. In der Nationencupwertung des Elite-Weltcups erzielte sie mit 46 Punkten den 44. Platz. Beim Saisonhöhepunkt, den Junioren-Weltmeisterschaften in Altenberg, erzielte Upīte als beste Lettin den achten Rang. Den Mannschaftswettbewerb beendete sie zusammen mit Gints Bērziņš und dem Doppelsitzer Mārtiņš Bots und Roberts Plūme auf dem sechsten Platz.

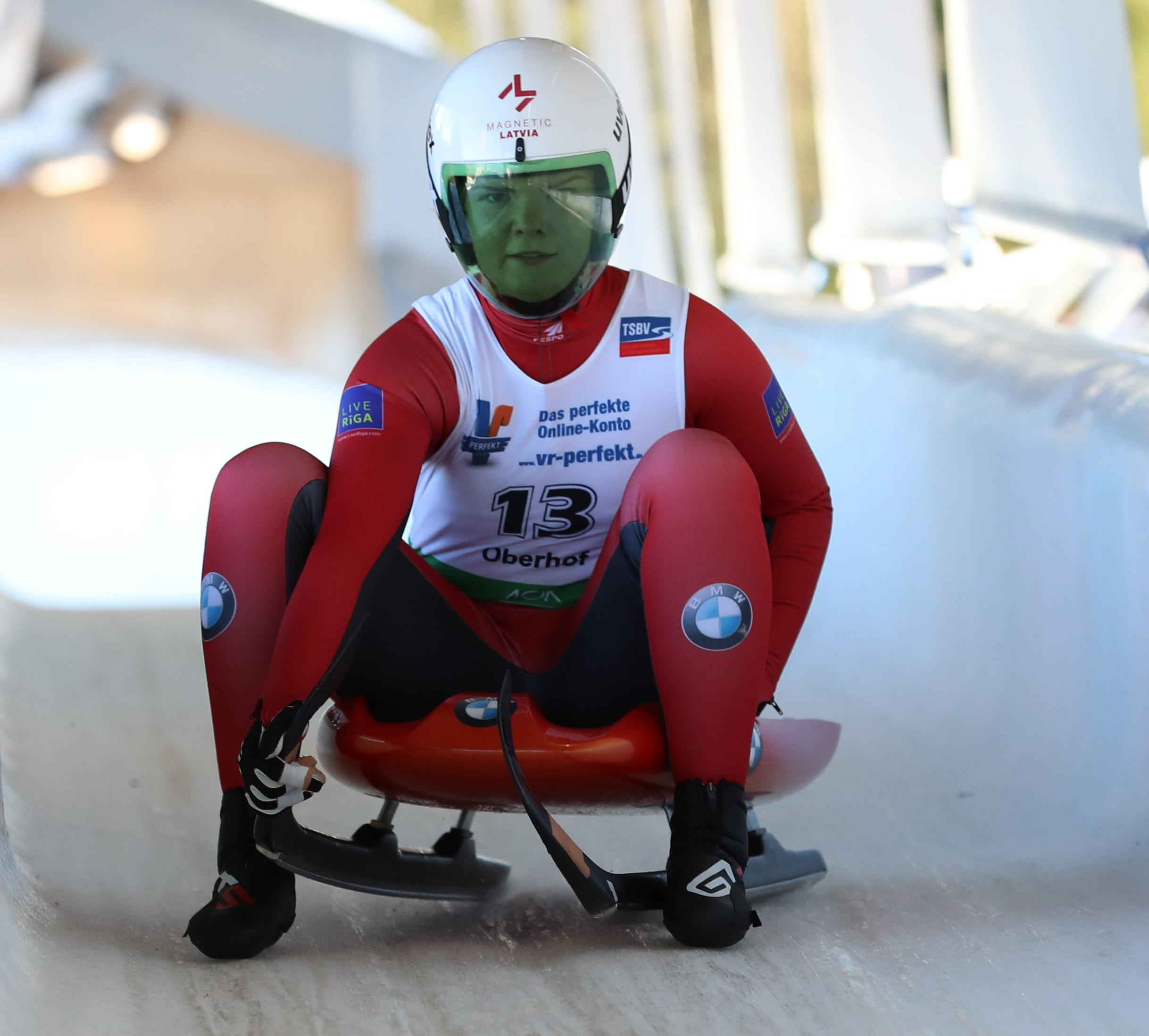
Upīte beim Junioren-Weltcup in Oberhof (2019)

Für die Saison 2018/19 reiste das lettische Team auch zu den drei Auftaktweltcups nach Übersee. Beim Doppelweltcup in Park City fuhr Upīte auf die Plätze 23 und 20, in Calgary auf Platz 16. Beim Weltcup in St. Moritz–Celerina, zugleich Junioren-Europameisterschaften, erzielte sie mit Platz 11 ihr bestes Saisonergebnis im Weltcup, welches zugleich den neunten Platz in der EM-Wertung mit sich brachte. Für den Mannschaftswettbewerb erhielt ihre Teamkollegin Vītola den Vorzug. Mit den Plätzen 15 in Winterberg und 12 in Oberhof beendete Upīte eine durchwachsene Saison ohne Top-10-Platzierung im Junioren-Weltcup mit 156 Weltcuppunkten auf dem 15. Platz. Dabei musste sie sich neben Vītola auch ihrer Teamkollegin Bērziņa geschlagen geben. Die Junioren-Weltmeisterschaften in Innsbruck-Igls beendete sie auf dem elften Rang. Den Mannschaftswettbewerb beendete sie zusammen mit Gints Bērziņš sowie dem Doppelsitzer Eduards Ševics-Mikeļševics und Lūkass Krasts auf dem vierten Platz, das Podium verpasste das lettische Team aber mit einem Rückstand von rund 75 Hundertstelsekunden deutlich.
2019 schloss Upīte das Sportgymnasium in Murjāņi ab. Vor dem Start in die Saison 2019/20 verletzte sich Upīte zudem und verpasste die gesamte Saison im Junioren-Weltcup. Erst bei den Junioren-Weltmeisterschaften in Oberhof konnte sie wieder in das Renngeschehen eingreifen, beendete das Einsitzerrennen jedoch nur auf dem 22. Platz.

### Wechsel zum Doppelsitzer
Im lettischen Team hatte Upīte ab der Saison 2020/21 keine wirkliche Perspektive mehr im Einsitzer der Frauen. Während im Weltcupkader Ulla Zirne, Elīza Cauce, Kendija Aparjode gesetzt waren, drängten sich aus dem Juniorinnenbereich Elīna Ieva Vītola und Sigita Bērziņa auf. Upīte trainierte bereits für einen Wechsel zum Doppelsitzer der Frauen, welcher perspektivisch in das olympische Programm der Sportart Rennrodeln aufgenommen werden sollte. Die Saison 2020/21 fand schlussendlich aufgrund der COVID-19-Pandemie nur sehr eingeschränkt statt bzw. musste im Juniorenbereich komplett abgesagt werden.

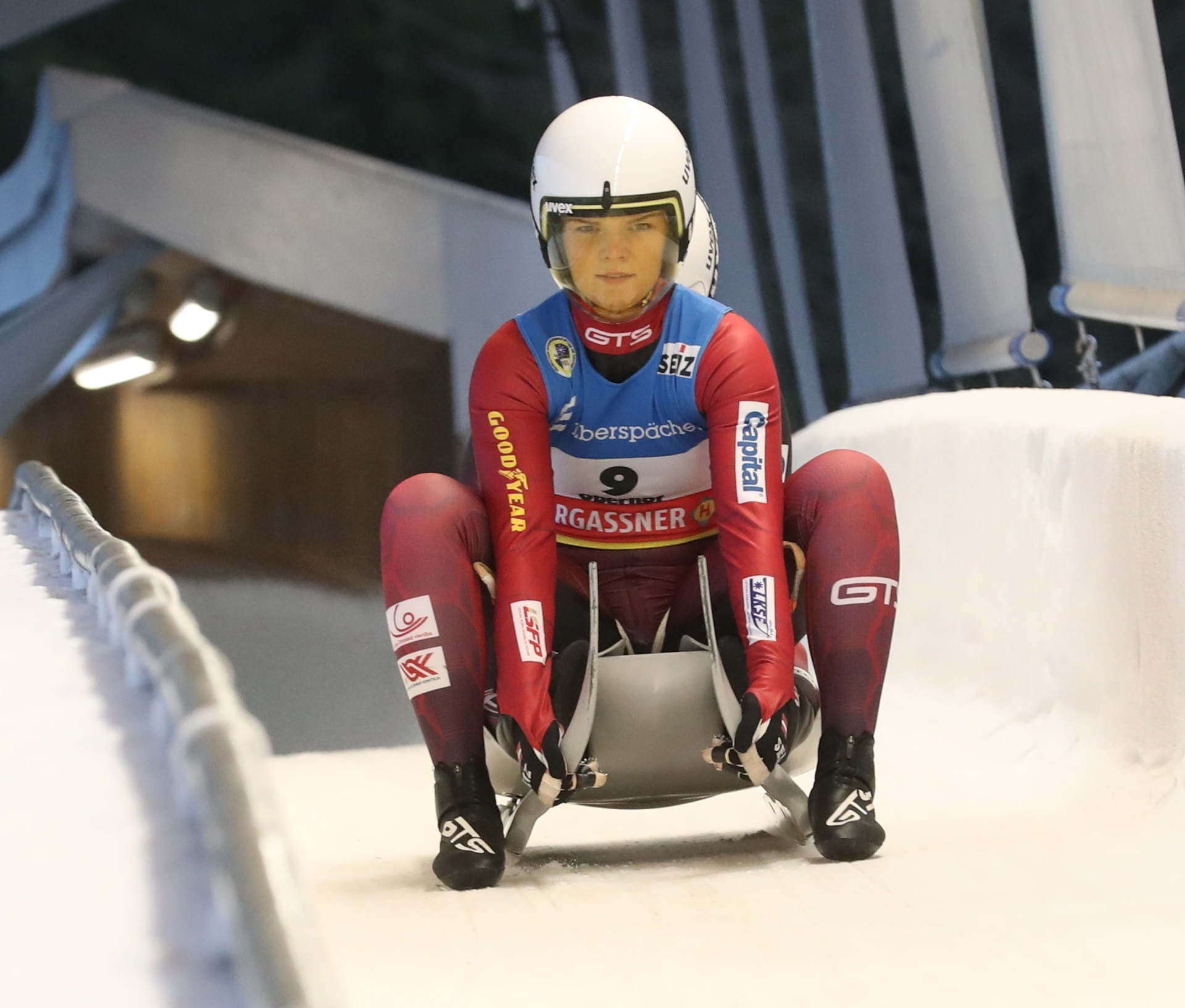
Upīte/Ozoliņa beim Weltcup in Oberhof (2021)

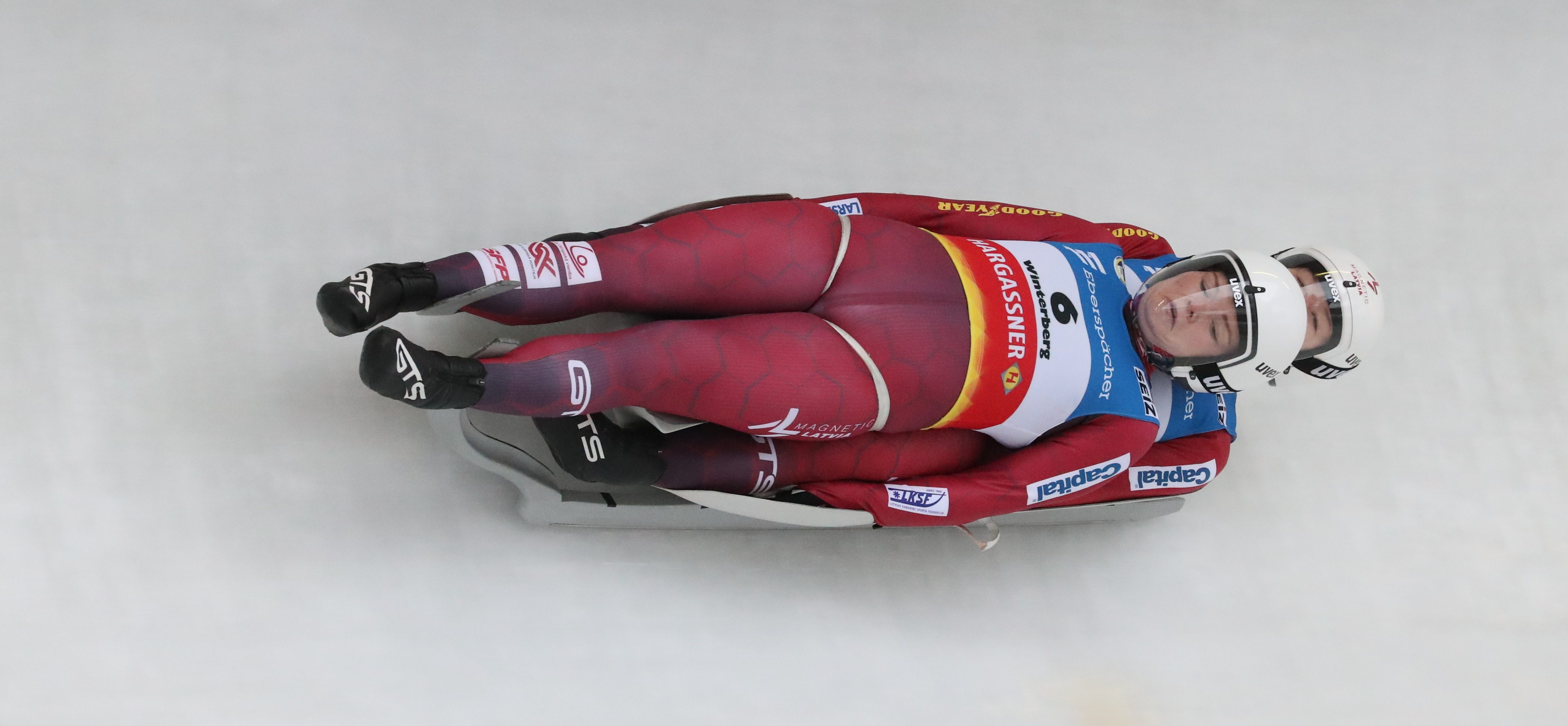
Upīte/Ozoliņa bei der Weltmeisterschaft in Winterberg (2022)

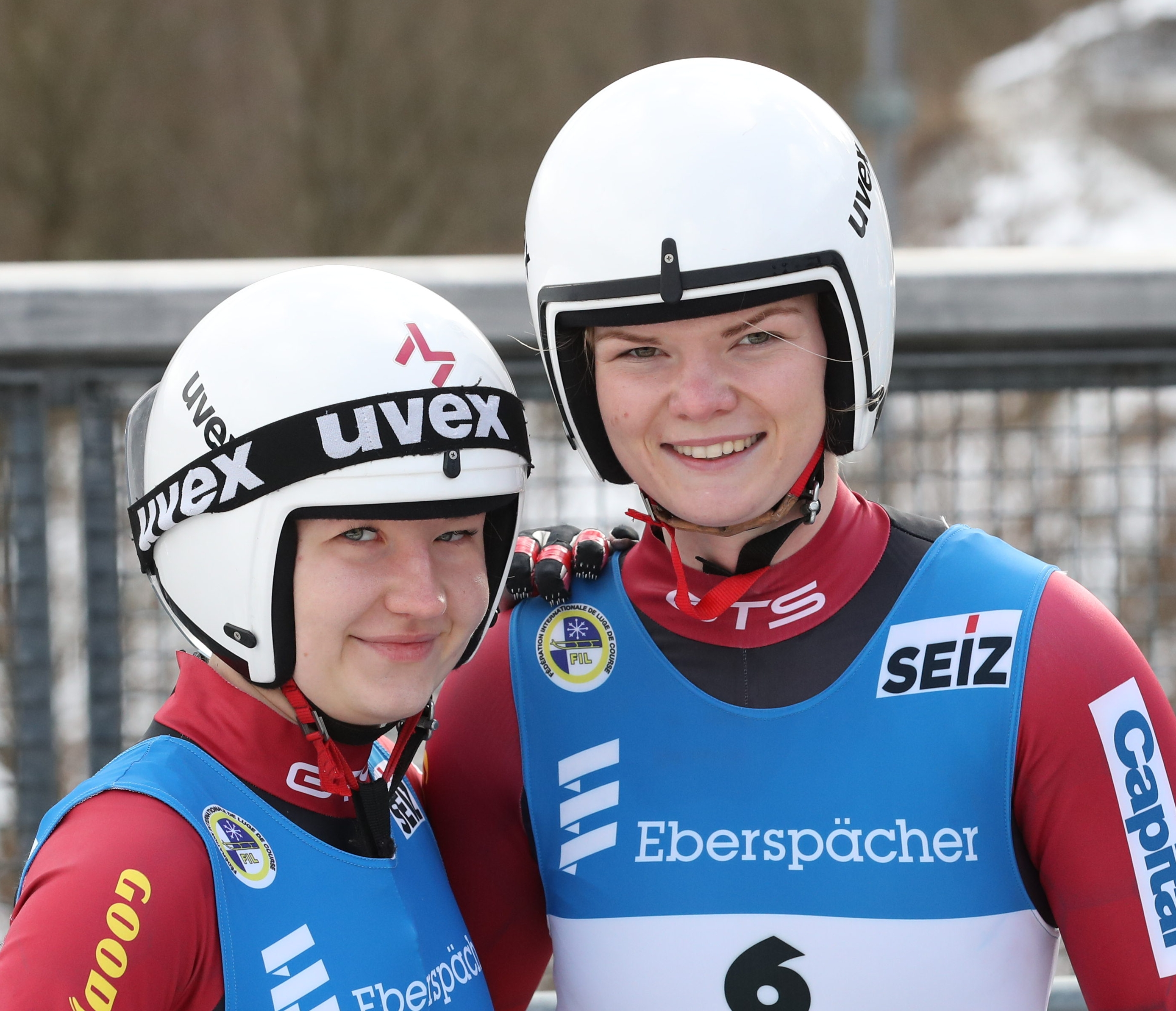
Ozoliņa (links) und Upīte (rechts) in Winterberg (2022)

Zur Saison 2021/22 führte der Rennrodel-Weltverband Fédération Internationale de Luge de Course einen Weltcup in der Frauen-Doppelsitzer-Disziplin ein. Dieser wurde zunächst im Rahmen der Junioren-Weltcupveranstaltungen ausgetragen. Upīte ging dort zusammen mit Sanija Ozoliņa an den Start. Beim Auftakt im französischen La Plagne fuhren sie bei der Doppelveranstaltung die Plätze fünf und drei ein, womit Upīte erstmals eine Weltcupmedaille gewann. In Innsbruck-Igls folgte ein zweiter Platz, ehe in Oberhof mit den Plätzen acht und sechs eher durchwachsene Ergebnisse entstanden. Auch das Weltcupfinale in Bludenz beendeten Upīte/Ozoliņa nur auf dem achten Rang. Mit 344 Weltcuppunkten beendeten sie die Gesamtwertung auf dem sechsten Platz. Da die Disziplin des Frauen-Doppelsitzers noch nicht Teil des Programms der Olympischen Winterspiele 2022 war, trug der Rennrodel-Weltverband am Rande der Junioren-Weltmeisterschaften in Winterberg die 1. Women Double Luge World Championship 2022 aus. Dabei belegten Anda Upīte und Sanija Ozoliņa den siebten Rang und mussten sich unter anderem ihren Teamkolleginnen Viktorija Ziediņa und Selīna Zvilna geschlagen geben.

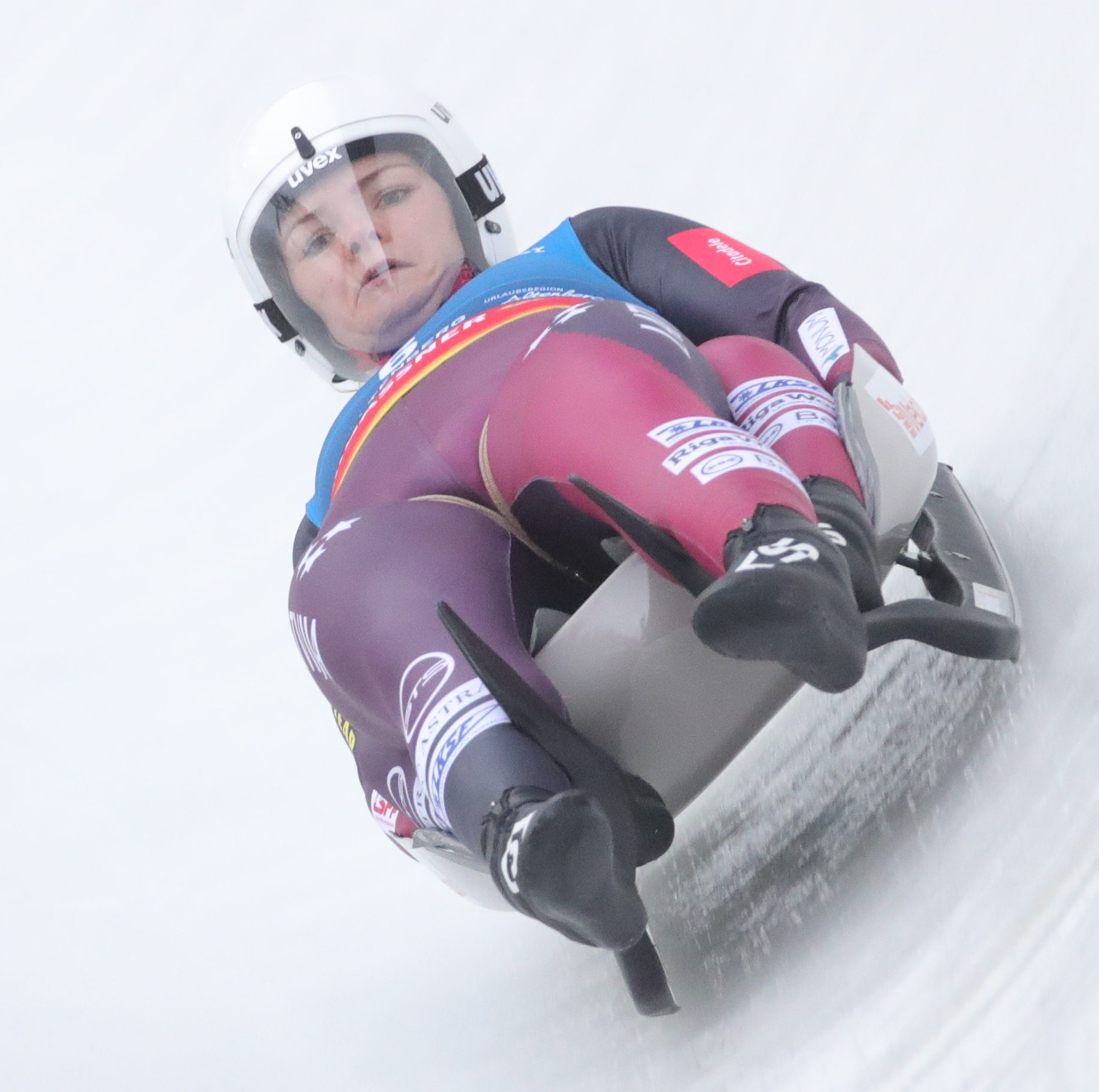
In der Bahn beim Weltcup in Altenberg (2023)

Nachdem das Internationale Olympische Komitee am 24. Juni 2022 die Aufnahme der Disziplin des Doppelsitzers der Frauen in das Programm für die Olympischen Winterspiele 2026 in Mailand und Cortina d’Ampezzo beschlossen hatte, fand durch die Fédération Internationale de Luge de Course die Integration des Frauen-Doppelsitzers in den Elite-Weltcup statt. In die Saison 2022/23 starteten Upīte/Ozoliņa mit einem vierten Platz in der klassischen Disziplin und einem dritten Platz im Sprint von Innsbruck-Igls. Whistler und Park City ließen sie aus, bei den Weltcups in Sigulda gewannen sie die Gold- und Silbermedaille. Bei den Race-in-Race mit der zweiten Veranstaltung in Sigulda ausgetragenen Europameisterschaften belegten sie dabei den Silberrang und gewannen die U23-Wertung. Die Weltmeisterschaften in Oberhof beendete das lettische Doppel auf dem fünften Rang im Sprint und dem vierten Rang in der klassischen Disziplin, was ihnen die Bronzemedaille in der U23-Wertung einbrachte. Bei den nachfolgenden Weltcups in Altenberg und Winterberg belegten sie jeweils den vierten Platz, bei der Sprintaustragung in Winterberg fuhren Upīte/Ozoliņa erneut einen Weltcupsieg ein. Der Weltcup in St. Moritz–Celerina verlief hingegen enttäuschend, mit dem achten Platz fuhren die Lettinnen hier ihr schlechtestes Saisonergebnis ein. Beim Saisonabschluss in Winterberg fuhren sie erneut auf den vierten Rang und sicherten sich damit diese Platzierung auch in der Gesamtweltcupwertung bei erzielten 637 Weltcuppunkten. In der klassischen Disziplinenwertung reichte es bei 467 Punkten zu einem fünften Platz, während sie die Sprintweltcupwertung mit 170 Punkten auf dem Bronzerang beendeten.

### Turbulente Saison 2023/24

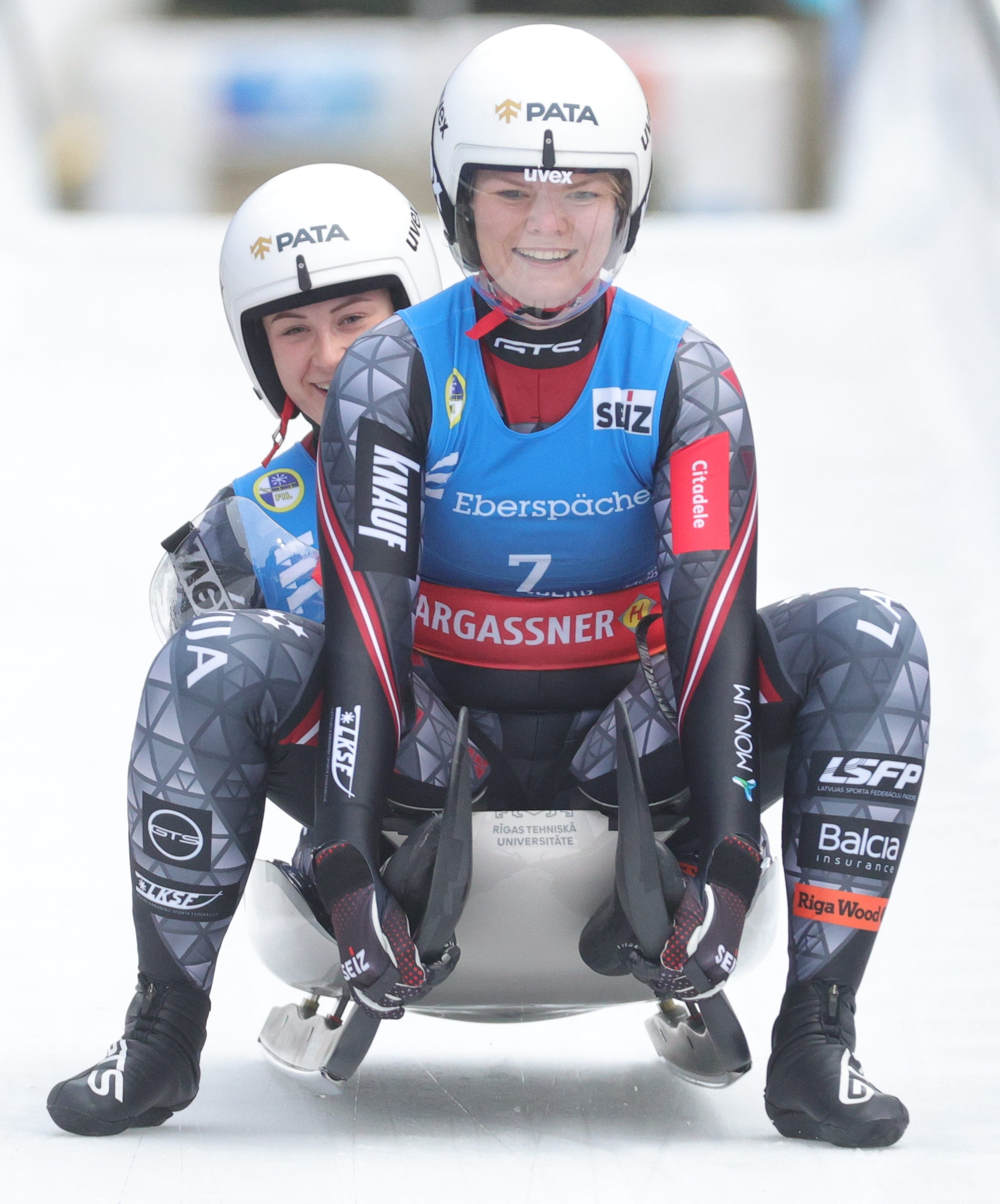
Upīte/Kaluma bei den Weltmeisterschaften in Altenberg (2024)

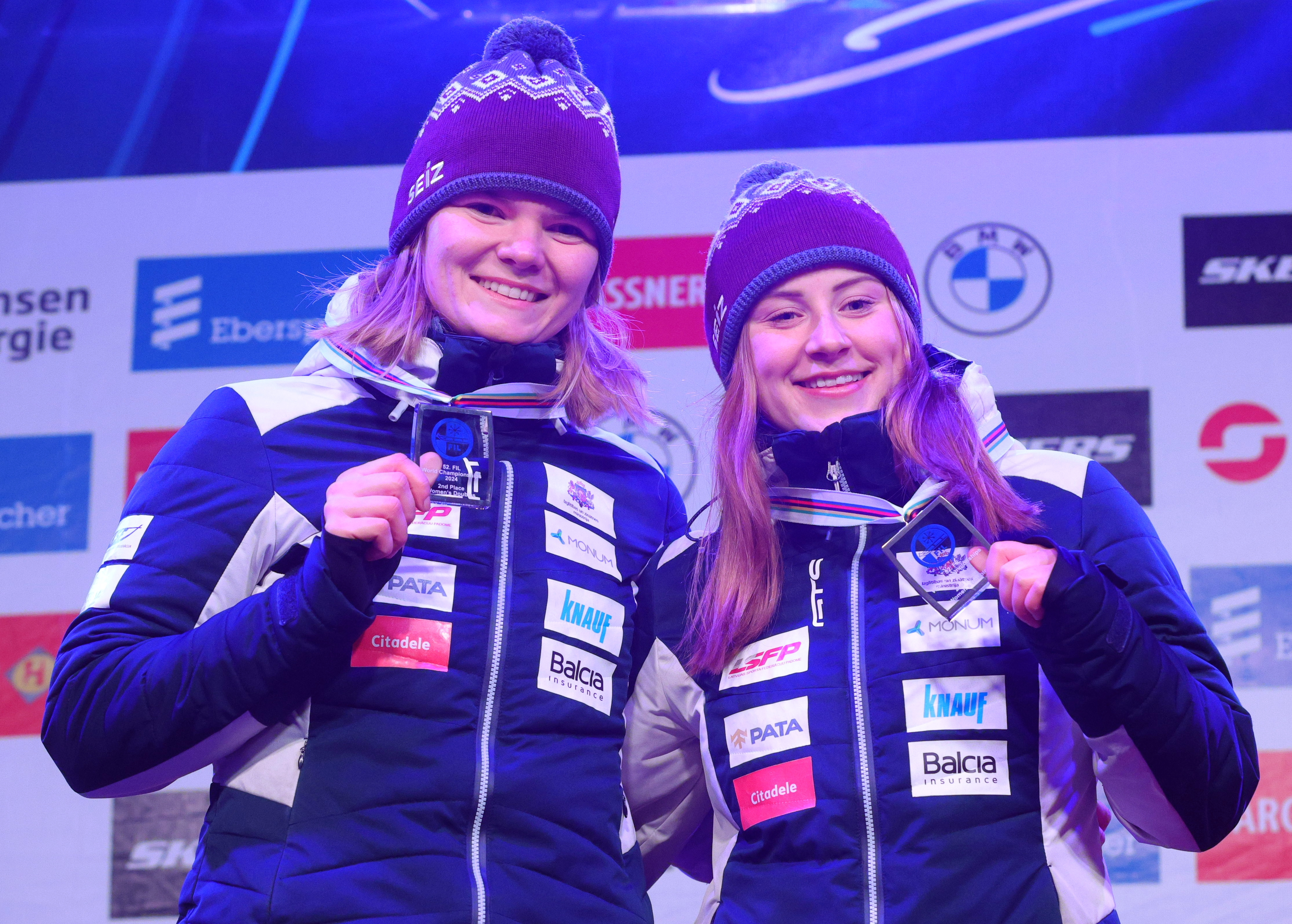
Als WM-Silbermedaillen-Gewinnerinnen (2024)

Die Saison 2023/24 begann für Anda Upīte und Sanija Ozoliņa eher durchwachsen. Beim Weltcup in Lake Placid fuhren sie auf den siebten Platz in der klassischen Disziplin und den achten Platz im Sprintrennen. Die zweite Weltcupstation in Whistler mussten sie nach einem Sturz am zweiten Trainingstag auslassen, Sanija Ozoliņa fiel aufgrund eines Schädel-Hirn-Traumas für den Rest der Saison aus.
Upīte fuhr im Rahmen des lettischen Cups zum Ende des Jahres 2023 erstmals zusammen mit der Juniorin Zane Kaluma, mit der sie auch die Weltcups in Winterberg, Innsbruck-Igls (zugleich Europameisterschaften) und die Weltmeisterschaften in Altenberg bestritt. Die Qualifikation über den Nationencup in Winterberg gewannen Upīte/Kaluma und fuhren im anschließenden Weltcup den siebten Platz ein; für die Teamstaffel nominiert, fuhren sie jedoch nicht, da Kristers Aparjods stürzte und die lettische Staffel das Rennen somit nicht beenden konnte. In Innsbruck-Igls folgte ein fünfter Rang, was ihnen in der EM-Wertung den vierten Platz einbrachte. Für die Teamstaffel erhielten Marta Robežniece und Kitija Bogdanova den Vorzug. Bei den Weltmeisterschaften in Altenberg gelang Upīte/Kaluma die Überraschung: Sie sicherten sich sowohl in der Sprintwertung, als auch in der klassischen Disziplin, die Silbermedaille und gewannen in der abschließenden Teamstaffel zusammen mit Elīna Ieva Vītola, Mārtiņš Bots / Roberts Plūme und Kristers Aparjods die Bronzemedaille.
Beim nachfolgenden Weltcup in Altenberg trat Upīte jedoch dann mit Kitija Bogdanova an, da Kaluma im gleichen Zeitraum beim Junioren-Weltcup und den Junioren-Europameisterschaften in St. Moritz–Celerina antrat. Bogdanovas Doppelsitzerpilotin Marta Robežniece wiederum hatte sich bei den Weltmeisterschaften eine Woche zuvor eine Schulterluxation zugezogen und konnte nicht antreten. Upīte/Bogdanova gewannen bei ihrem ersten Weltcup die Silbermedaille und erzielten den Startrekord. Die folgende Teamstaffel gewannen sie in der ansonsten gleichen Besetzung wie zu den Weltmeisterschaften eine Woche zuvor an gleicher Stelle. Den von schwierigen Wetterbedingungen geprägten Weltcup Oberhof I beendeten Upīte/Bogdanova auf dem fünften Platz und gewannen mit der Teamstaffel, die bis auf Kendija Aparjode anstelle von Vītola unverändert besetzt war, die Bronzemedaille. Auch beim Weltcup Oberhof II fuhren Upīte/Bogdanova auf den fünften Platz in der klassischen Disziplin, beim nachfolgenden Sprintrennen wurden sie Sechste. Beim Weltcup Sigulda I, der als Teil einer Doppelveranstaltung den Start in das Saisonfinale bildete, ging Upīte wieder mit Zane Kaluma an den Start. Den Nationencup gewannen sie vor ihren lettischen Teamkolleginnen Ziediņa/Zvilna, wodurch sie sich auch den Sieg in der dortigen Gesamtwertung sicherten. Beim Weltcup folgte in der klassischen Disziplin ein siebter Platz, im Sprint der vierte Platz. Das Saisonfinale beim Weltcup Sigulda II beendeten Upīte/Kaluma auf dem sechsten Rang.

### Neustart mit Kaluma als Doppelpartnerin

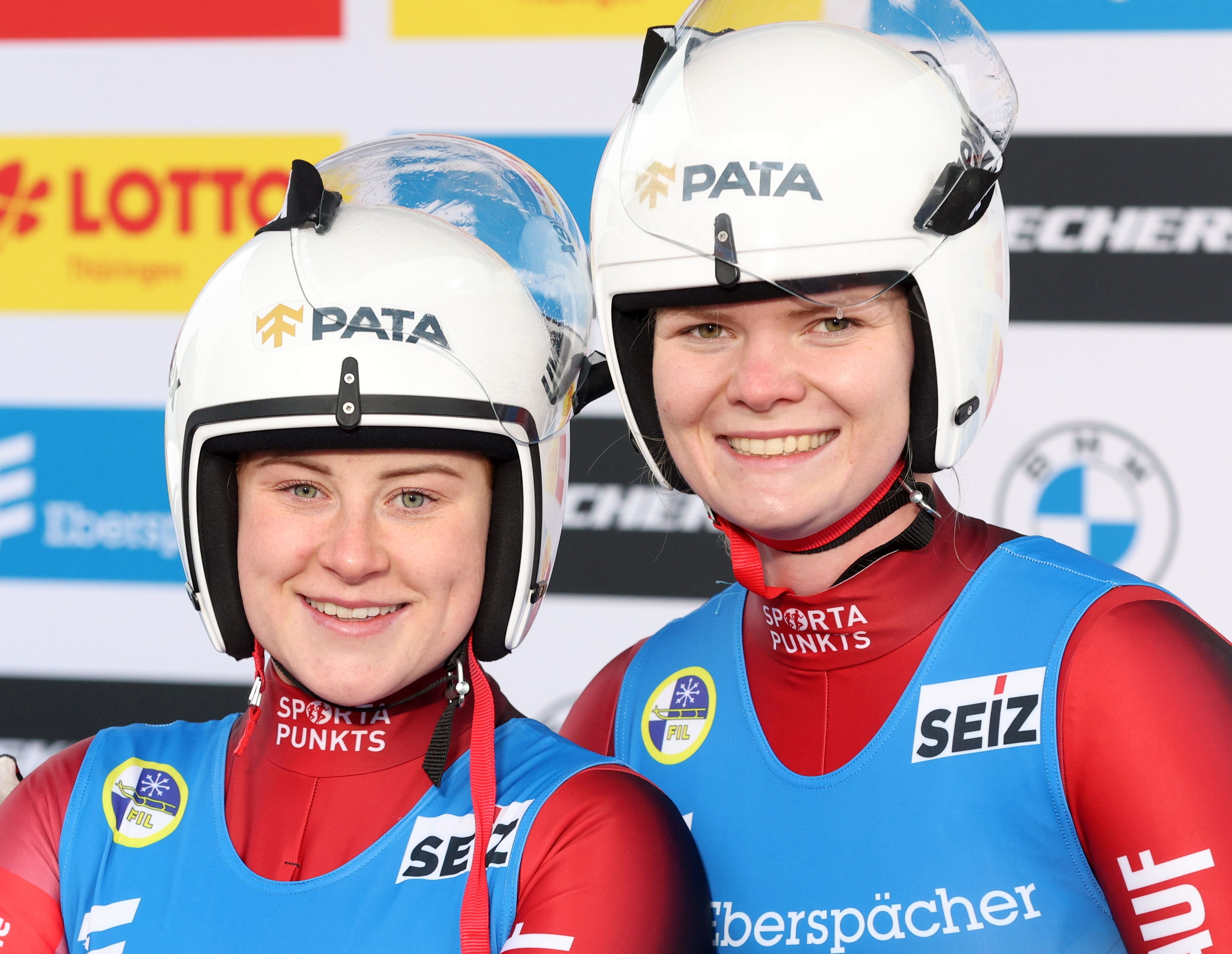
Kaluma (links) und Upīte (rechts) beim Weltcup in Oberhof (2024)

Nach dem Karriereende von Sanija Ozoliņa zum Ende der Saison 2023/24, bildete er lettische Verband ein neues dauerhaftes Doppelsitzerpaar bestehend aus Anda Upīte und Zane Kaluma. Beim Saisonauftakt 2024/25 in Lillehammer fuhren sie auf den vierten Rang in der klassischen Disziplin, mussten sich dabei jedoch ihren Teamkolleginnen Robežniece/Bogdanova geschlagen geben, die Silber gewannen. Auch bei der nachfolgenden Premiere des Mixed-Weltcups wurden sie als Team Lettland 2 zusammen mit Eduards Ševics-Mikeļševics und Lūkass Krasts Vierte. Den Weltcup von Innsbruck-Igls beendeten sie auf dem Bronzerang, beim Weltcup Oberhof I reichte es hingegen nur zum achten Platz. Beim Heimatweltcup in Sigulda zum Auftakt in der Jahr 2025 fuhren sie auf den fünften Platz, mussten sich dabei erneut auch Robežniece/Bogdanova geschlagen geben – wie auch beim nachfolgenden Weltcup in Altenberg, wo Upīte/Kaluma auf den fünften Rang fuhren. Beim Weltcup in Winterberg, wo zugleich die Europameisterschaften 2025 ausgetragen wurden, fuhren sie sowohl in der Weltcup- als auch Europameisterschaftswertung auf den sechsten Rang. Für die Teamstaffel erhielten sie den Vorzug vor Robežniece/Bogdanova und fuhren in der Besetzung mit Bota, Aparjods und Bots/Plūme auf den fünften Rang der Weltcupwertung, was den vierten Platz in der Europameisterschaftswertung bedeutete. Beim Weltcup Oberhof II landeten sie nur auf dem siebten Rang, im Mixedrennen wurden sie zusammen mit Raimonds Baltgalvis und Uldis Jakseboga auf dem neunten Platz. Beim Mixed-Wettbewerb der Doppelsitzer im Rahmen der Weltmeisterschaften 2025 in Whistler fuhren sie zusammen mit Ševics-Mikeļševics/Krasts auf den siebten Rang; auch das Doppelsitzerrennen in der klassischen Disziplin beendeten Upīte/Kaluma auf dem siebten Rang. Den Weltcup von Pyeongchang beendeten sie auf dem fünften Rang in der klassischen Disziplin und auf dem vierten Platz im Mixedrennen zusammen mit Bots/Plūme. Beim Weltcupfinale in Yanqing gelang Upīte/Kaluma der Gewinn der Bronzemedaille, wodurch sie sich schlussendlich noch den vierten Platz im Gesamtweltcup sichern konnten.

## Privates
Upīte lebt in Sēja. Neben dem Rennrodeln betreibt sie auch Orientierungslauf und studiert an der Technischen Universität Riga.

## Erfolge

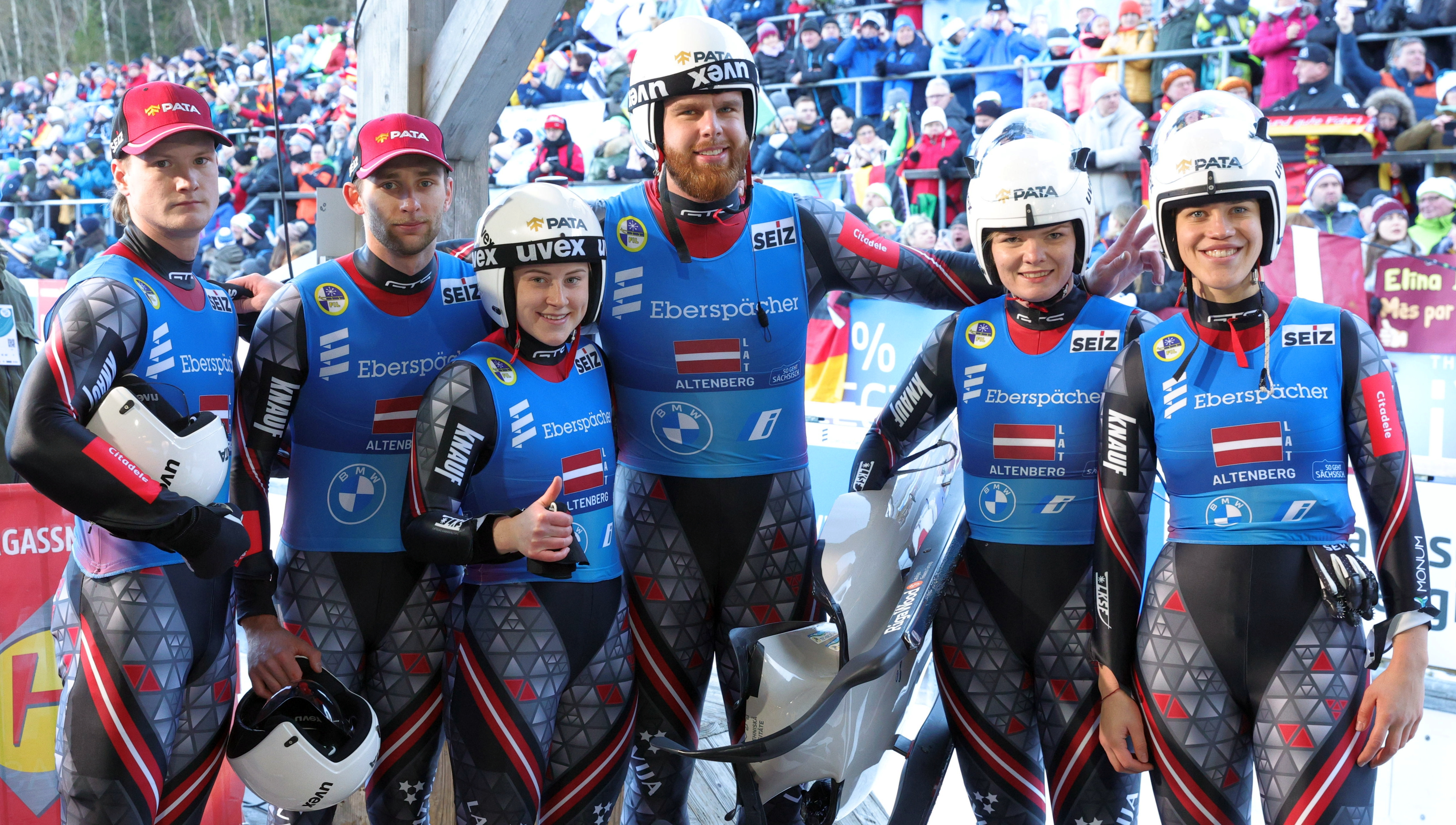
Lettische Bronze-Teamstaffel bei der WM in Altenberg (2024)

Weltmeisterschaften
- Altenberg 2024:  im Doppelsitzer-Sprint und Doppelsitzer sowie  in der Teamstaffel

Europameisterschaften
- Sigulda 2023:  im Doppelsitzer

U23-Weltmeisterschaften
- Oberhof 2023:  im Doppelsitzer

U23-Europameisterschaften
- Sigulda 2023:  im Doppelsitzer

### Gesamtweltcup
| Saison  | Platz                                                                     | Punkte     |
| ------- | ------------------------------------------------------------------------- | ---------- |
| 2021/22 | 6.                                                                        | 344        |
| 2022/23 | 4.                                                                        | 637        |
| 2023/24 | 13. (mit Zane Kaluma) 14. (mit Kitija Bogdanova) 17. (mit Sanija Ozoliņa) | 257 245 88 |
| 2024/25 | 4.                                                                        | 503        |

### Weltcupsiege
Doppelsitzer
| Nr. | Datum            | Ort                 | Bahn                               |
| --- | ---------------- | ------------------- | ---------------------------------- |
| 1.  | 7. Januar 2023   | Sigulda             | Bob- und Rennschlittenbahn Sigulda |
| 2.  | 12. Februar 2023 | Winterberg (Sprint) | Veltins-Eisarena                   |

Teamstaffel
| Nr. | Datum           | Ort       | Bahn                                 |
| --- | --------------- | --------- | ------------------------------------ |
| 1.  | 4. Februar 2024 | Altenberg | Rennschlitten- und Bobbahn Altenberg |